# Szalay Antal (kanonok)
Szalay Antal (Döbrököz (Tolna megye), 1800. június 12. – Pécs, 1863. szeptember 3.) pécsi kanonok.

## Élete
A bölcseletet Pesten, többi tanulmányait pedig Pécsett végezte. 1823. augusztus 6-án fölszenteltetett; káplán volt Ertényben, Kónyiban és Mohácson; azután helyettes plébános Sásdon (Baranya megye), ahol elődjének halála után plébánosnak nevezték ki, mely hivatalát 28 évig viselte. Ekkor 1859. november 15-én pécsi kanonok lett.
Írt a Koszorúba (1825. elbeszélést), cikkeket a Tudományos Gyűjteménybe (1824. XII., 1828. IX., 1830. IX., 1839. XI.), Felsőmagyarországi Minervába (1825. VIII., IX., 1826. VI., 1828. I., X.); az Athenaeumba (1841. l.)

## Munkái
- Octavia vegyes házassága. Pécs, 1841.
- Legyünk igazságosak. Uo. 1843.